# 金色盆腹喉盤魚
金色盆腹喉盤魚（學名：Lecanogaster chrysea），為輻鰭魚綱喉盤魚目喉盤魚科的其中一種，分布於東大西洋的迦納海域，體長可達2.1公分，屬底棲性魚類，生活習性不明。